# France Remec
France Remec, slovenski dramatik in prevajalec. * 22. januar 1846, Kranj; † 16. januar 1917, Ljubljana.

## Življenje
Oče mu je bil Jernej (Bartol) Remic po rodu iz Rupe, ki je bil po poklicu izdelovalec konjskih odej. Mati mu je bila Marija (roj. Verdin). Bil je bratranec prevajalca Franca Josipa Remca. Nekoč so menili, da se je France Remec rodil na Rupi okrog 1850. France Koblar je dokazal, da se je rodil v Kranju.
Šolanje je nadaljeval na gimnaziji v Ljubljani (1857–1862). Njegov soštudent je bil Josip Jurčič. Nato je nadaljeval študij v Varaždinu na Hrvaškem (najprej 1860–1861, potem 1862–1864), kjer se je učil latinsko, grško in srbohrvaško. Pozneje je študiral na frančiškanski gimnaziji v Rudolfovu (danes Novo mesto, 1861–1862).
V Varaždinu je zaključil šesti razred. Treba je pripomniti, da je Remec dosti bolj uspešno končal študije v Varaždinu kot v Ljubljani. Kadar se je vrnil nazaj na Slovensko je imel spet slabše študijske rezultate. Sedmi in osmi razred je končal v Trstu v tamkajšnji nemški državni šoli (1864–1866).
Leta 1866 se je vpisal na dunajsko univerzo, kjer je samo v zimskem tečaju poslušal predavanja iz eksperimentalne fizike, matematike in slavistike na filozofski fakulteti. Na Dunaju se je seznanil s staro slovansko slovnico. Tovrstno zanimanje ga je privedlo k Francu Miklošiču. Od 1868 je študiral bogoslovje v Gorici, vendar je po nekaj dneh izstopil in se preselil v Gradec.
Bil je zelo nemirne osebnosti, hkrati tudi sramežljiv in molčeč človek. Prijatelji in znanci so ga označevali kot človeka šibkih fizičnih lastnosti, vendar je bil zelo izobražen. Govoril je osem jezikov.
25. januarja 1869 je sprejel protestantsko (evangeličansko) vero, toda se je novembra 1871 vrnil v katoliško cerkev.
Nekaj časa je živel pri Primožu Remcu, ki je bil njegov stric in župnik v Škofji Loki. Tam se je skoraj oženil, ampak stric Primož poroke ni odobraval poroke, da France ni za ženitev. Po stričevi smrti (1878) je zapustil Škofjo Loko in je bil občni tajnik na Notranjskem, a ne znano kje. Dobil je končno odpravnino, ki jo je potem zapravil v nekem ljubljanskem hotelu. Pozneje se je vrnil v Kranj, kjer je končal kot občinski revež.
5. januarja 1917 so ga sprejeli v ljubljansko bolnico zaradi poškodbe levega komolca. Umrl je za pljučnico in srčnim infarktom.

## Delo
Leta 1867 je na razpis Božidarja Raiča pri Mali Nedelji na Štajerskem napisal dramsko igro Samo, prvi slovenski kralj, ki so ji prisodili prvo nagrado. Igra je izšla že v septembru istega leta v Mariboru, toda je bila uprizoritev 15. septembra 1867 prepovedana. Kljub temu so jo uprizorili 16. aprila 1871 v rojanski čitalnici.
Remec se je poizkusil tudi v leposlovju z novelo Čuden mož (1867). Po prestopu v protestantsko vero je začel prevajati nekatere dele Nove zaveze. V Trstu je izdal Evangelj po sv. Marku (1869), Evangelj po sv. Matevžu (1870), Evangelj po sv. Janezu in Dejanja aposteljnov (1871). Te prevode je z drugimi knjigami Nove zaveze povezoval pisatelj Josip Stritar. Celoten Novi testament je v enem zvezku izšel leta 1882.